# Lepidargyrus
Lepidargyrus is een geslacht van wantsen uit de familie van de Miridae (Blindwantsen). Het geslacht werd voor het eerst wetenschappelijk beschreven door Muminov in 1962.

## Soorten
Het genus bevat de volgende soorten:

- Lepidargyrus ancorifer (Fieber, 1858)
- Lepidargyrus fasciatus (Konstantinov, 2008)
- Lepidargyrus hafezi (Linnavuori & Hosseini, 1998)
- Lepidargyrus ibericus (Wagner, 1957)
- Lepidargyrus instabilis (Reuter, 1878)
- Lepidargyrus iranicus (Muminov, 1962)
- Lepidargyrus lividus (Reuter, 1894)
- Lepidargyrus muminovi (Josifov, 1973)
- Lepidargyrus nigerrimus Linnavuori, 1998
- Lepidargyrus pollinosus (Horváth, 1906)
- Lepidargyrus putshkovi Drapolyuk, 1993
- Lepidargyrus seidenstueckeri (Wagner, 1956)
- Lepidargyrus senguni (Wagner, 1956)
- Lepidargyrus syriacus (Wagner, 1956)